# Sint-Martinuskerk (Schelderode)
De Sint-Martinuskerk in Schelderode, een deelgemeente van Belgische gemeente Merelbeke-Melle, is toegewijd aan Martinus van Tours.
In de 14e eeuw stond al een kerkgebouw op deze plek met één beuk waarvan het noordelijk transept is bewaard. De vieringtoren is één eeuw jonger. Het schip van de kerk werd in de 18e eeuw verbouwd. In 1885 vatte de kerk brand, veroorzaakt door een vuurwerk ter gelegenheid van een huwelijk in het naburige kasteel Ten Dale.
Een beeldengroep en een schilderij, beide 16e-eeuws, tonen fragmenten uit het leven van Martinus van Tours.
De kerk is onttrokken aan de eredienst. Sedert medio 2021 wordt gewerkt aan een omvorming van de kerk tot een ontmoetingsplek met zowel een stille ruimte als een ruimte voor gemeenschapsactiviteiten.

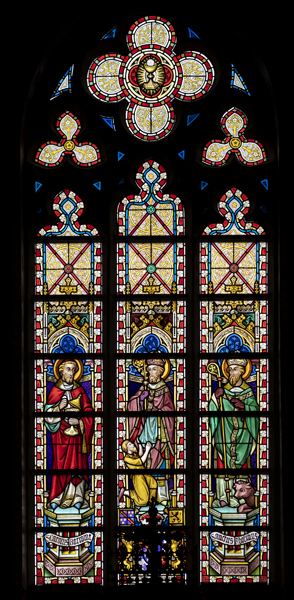
Glasraam
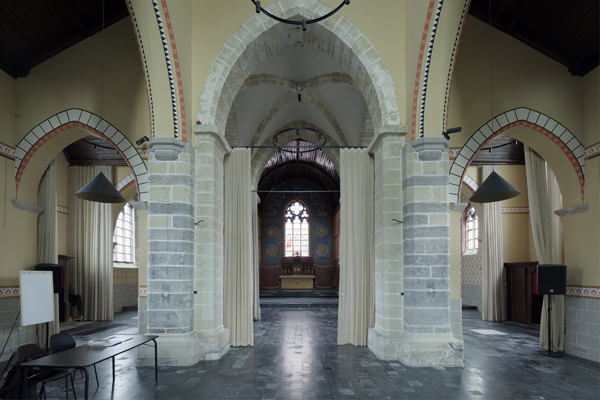
Interieur
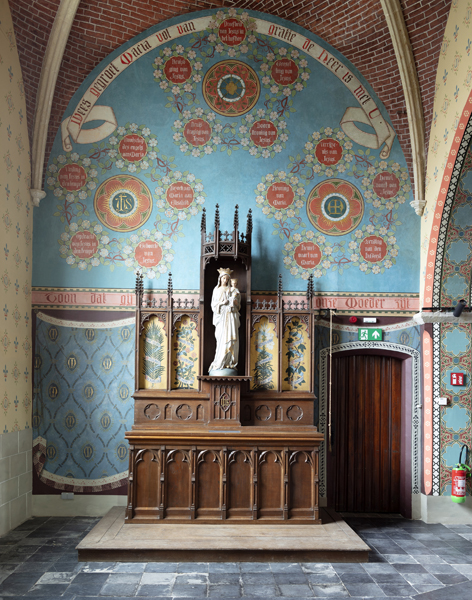
Noordelijke zijbeuk

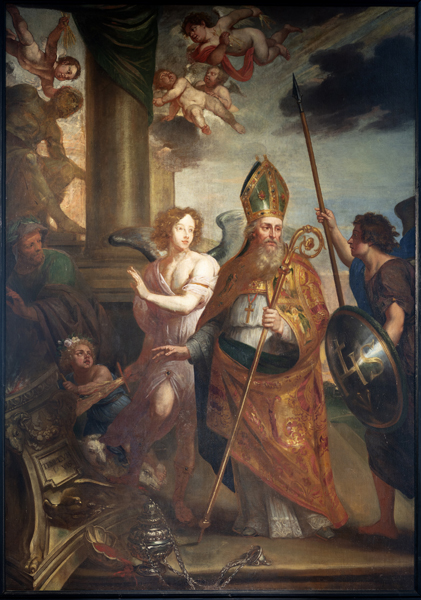
Schilderij met H. Martinus
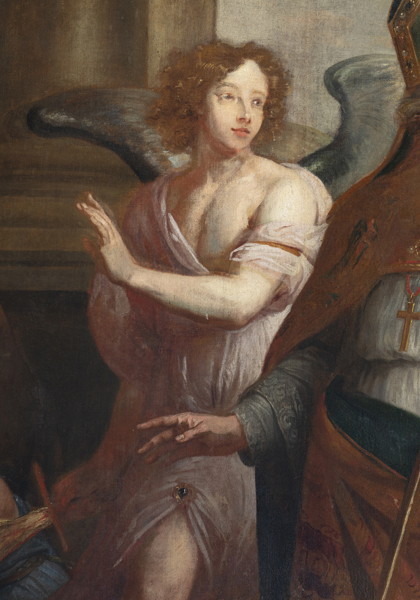
Schilderij (detail)
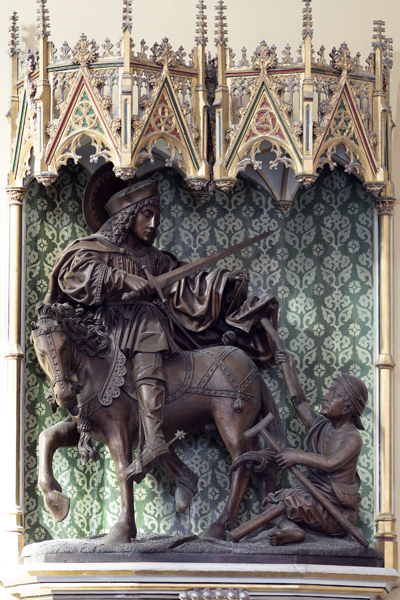
Martinus deelt zijn mantel